# In the Long Grass
In the Long Grass è il sesto album in studio del gruppo musicale irlandese The Boomtown Rats, pubblicato nel 1984 nel Regno Unito e nel 1985 negli USA.

## Tracce
UK
1. Dave
2. Over and Over
3. Drag Me Down
4. A Hold of Me
5. Another Sad Story
6. Tonight
7. Hard Times
8. Lucky
9. An Icicle in the Sun
10. Up or Down

USA
1. A Hold of Me
2. Drag Me Down
3. Rain
4. Over Again
5. Another Sad Story
6. Tonight
7. Hard Times
8. Lucky
9. An Icicle in the Sun
10. Up or Down

Bonus tracks 2005
1. Dave (Single Version)
2. Walking Downtown
3. Precious Time
4. She's Not the Best (Home Demo)